# Кандауров, Константин Васильевич
Константин Васильевич Кандауров (13 октября 1865, Москва — 12 августа 1930, Москва) — живописец, график, художник театрально-декорационного и декоративно-прикладного искусства, организатор художественных выставок.

## Биография
Из дворянской семьи. Учился в МУЖВЗ (1880—1885, не окончил). Жил в Москве. Часто работал в соавторстве с художницей Ю. Л. Оболенской. Писал пейзажи, натюрморты, жанровые композиции; много работал в технике акварели. Автор живописных произведений: «Лето. Пикник» (1917), «Степной Крым. Шейх-Мамай» (1917), «Персидский натюрморт» (1918), «Куклы кукольного театра» (1919), «Астры» (1924) и других. Занимался деревянной скульптурой: «Карусель», «У балагана» (обе — 1916).
В 1887—1897 — художник-исполнитель Большого театра. В 1910-х — художник-осветитель Малого театра, в 1920—1926 — художник Малого театра. Оформлял спектакли: «Война карточных королей» в Московском агитационном театре кукол (1918, совместно с Ю. Л. Оболенской; по мотивам издан альбом цветных литографий — «Война королей», М., 1918); «Снегурочка» А. Н. Островского в Московском театре кооперативов (1923, совместно с Ю. Л. Оболенской).
Был дружен со многими известными представителями художественной жизни Москвы и Петербурга первой трети XX века — А. Н. Толстым, С. И. Дымшиц-Толстой, А. Н. Бенуа, М. В. Добужинским, А. Я. Головиным, К. С. Петровым-Водкиным, Н. Н. Сапуновым, С. Ю. Судейкиным, П. И. Нерадовским и другими. Неоднократно бывал в Крыму, где гостил у М. А. Волошина и К. Ф. Богаевского.
Урна с прахом в колумбарии Донского кладбища.

## Выставки
Занимался организацией художественных выставок:
- «Мира искусства» в Москве (1910-е),
- картин В. Д. Поленова цикла «Из жизни Христа» в пользу раненных Первой мировой войны (1914),
- «Художники Москвы — жертвам войны» (1914),
- картин и скульптуры русских художников, устроенной в пользу пострадавших от войны бельгийцев (1915),
- авангардной выставки «1915 год» (1915) в Москве;
- «Война и печать» в Петрограде (1914) и других.

Имел коллекцию живописи и графики.
Член и экспонент объединений: «Бубновый валет» (1916), «Мир искусства» (1911—1917; в 1916—1917 — секретарь общества), «Жар-цвет» (1924—1928).
Участвовал в выставках:
- С 1907 — участник выставок (14-я выставка картин Московского товарищества художников).
- современной русской живописи в Художественном бюро Н. Е. Добычиной в Петрограде (1916);
- 1-й и 2-й выставках картин профессионального союза художников-живописцев (обе — 1918),
- 1-й и 4-й выставках московского хранилища произведений современного искусства (обе — 1919), 4-й государственной выставке картин (1919),
- выставке в память 100-летия со дня рождения А. Н. Островского (1923),
- 1-й передвижной выставке живописи и графики (1929) в Москве;
- 1-й государственной выставке искусства и науки в Казани (1920);
- 1-й передвижной выставке картин по городам РСФСР (1925);
- выставке современного искусства в Симферополе (1927);
- 3-й (1927), 4-й (1928), 5-й (1929) выставках картин современных русских художников в Феодосии.

Творчество представлено в ряде региональных собраний, в том числе в Государственном музее-усадьбе «Поленово», Таганрогском художественном музее.